# Arquidiocese de Mérida
A Arquidiocese de Mérida (Archidiœcesis Emeritensis) é uma circunscrição eclesiástica da Igreja Católica na Venezuela. É a Sé Metropolitana da Província Eclesiástica de Mérida. Sua jurisdição compreende grande parte do estado de Mérida, sendo sua sede arquiepiscopal na cidade homônima. Seu atual arcebispo é Dom Helizandro Emiro Terán Bermúdez, O.S.A., desde 2023.

## Prelados
|                     | Nome                                    | Período    | Notas                                  |
| Arcebispos          | Arcebispos                              | Arcebispos | Arcebispos                             |
| ------------------- | --------------------------------------- | ---------- | -------------------------------------- |
| 7°                  | Helizandro Emiro Terán Bermúdez, O.S.A. | 2023-atual |                                        |
| 6º                  | Baltazar Enrique Cardeal Porras Cardozo | 1991-2023  | Nomeado Arcebispo de Caracas           |
| 5º                  | Miguel Antonio Salas Salas, C.I.M.      | 1979-1991  |                                        |
| 4º                  | Ángel Pérez Cisneros                    | 1972-1979  |                                        |
| 3º                  | José Rafael Pulido Méndez               | 1966-1972  |                                        |
| 2º                  | Acacio Chacón Guerra                    | 1927-1966  |                                        |
| 1º                  | Antonio Ramón Silva García              | 1923-1927  |                                        |
| Arcebispo-coadjutor |                                         |            |                                        |
|                     | Helizandro Emiro Terán Bermúdez, O.S.A. | 2022-2023  | sucedeu                                |
|                     | Angel Pérez Cisneros                    | 1969-1972  |                                        |
|                     | José Rafael Pulido Méndez               | 1961-1966  |                                        |
|                     | José Humberto Quintero Parra            | 1953-1960  | Nomeado Arcebispo de Caracas           |
|                     | Acacio Chacón Guerra                    | 1926-1927  |                                        |
| Bispos              |                                         |            |                                        |
| 10º                 | Antonio Ramón Silva García              | 1895-1923  |                                        |
| 9º                  | Román Lovera Arregui                    | 1880-1892  |                                        |
| 8º                  | Juan Hilario Bosset Castillo            | 1842-1873  |                                        |
| 7º                  | José Vicente de Unda García             | 1836-1840  |                                        |
| 6º                  | Buenaventura Arias Vergara              | 1827-1831  |                                        |
| 5º                  | Rafael Lasso de la Vega                 | 1815-1829  | Nomeado Bispo de Quito                 |
| 4º                  | Santiago Hernández Milanés              | 1801-1812  |                                        |
| 3º                  | Antonio de Espinosa, O.P.               | 1795-1800  |                                        |
| 2º                  | Cándido Manuel de Torrijos, O.P.        | 1791-1794  |                                        |
| 1º                  | Juan Ramos de Lora, O.F.M.              | 1782-1790  |                                        |
| Bispos-auxiliar     |                                         |            |                                        |
|                     | Luis Enrique Rojas Ruiz                 | 2017-2023  | Nomeado Bispo de Punto Fijo            |
|                     | Alfredo Enrique Torres Rondón           | 2013-2016  | Nomeado Bispo de San Fernando de Apure |
|                     | Luis Alfonso Márquez Molina, C.I.M.     | 2001-2013  |                                        |
|                     | Juan María Leonardi Villasmil           | 1994-1997  | Nomeado Bispo de Punto Fijo            |
|                     | Baltazar Enrique Porras                 | 1983-1991  | Elevado a Arcebispo                    |
|                     | José Buenaventura Arias Bergara         | 1826-1828  | Elevado a Bispo                        |